# 全叶滇芎
全叶滇芎（学名：Physospermopsis alepidioides）为伞形科滇芎属的植物，为中国的特有植物。分布在中国大陆的四川等地，生长于海拔2,700米至3,300米的地区，多生在林下及疏林草地，目前尚未由人工引种栽培。